# Mustla (Paide)
Mustla (Duits: Mustel) is een plaats in de Estlandse gemeente Paide, provincie Järvamaa. De plaats heeft de status van dorp (Estisch: küla).
De gemeente Paide vald, waarin Mustla lag, werd in 2017 bij de stadsgemeente Paide gevoegd.

## Bevolking
Het dorp had 25 inwoners op 31 december 2011 en 34 inwoners op 31 december 2021.

## Ligging
Mustla ligt aan de Põhimaantee 2, de hoofdweg tussen Tallinn en Tartu.

## Geschiedenis
Mustla werd in 1241 voor het eerst genoemd onder de naam Mustæn. Het dorp kwam in 1433 onder de naam Mustel in het bezit van de Lijflandse Orde en viel administratief onder Noistfer (Purdi). Na de ontbinding van de Lijflandse Orde in 1561 lag het dorp op het landgoed Noistfer. In 1686 werd Mustla een zelfstandig dorp. Vanaf 1694 bestond er een landgoed Mustel, dat rond 1765 met Noistfer werd samengevoegd.
In 1970 werd het dorp Mustla-Nõmme afgesplitst van Mustla. Tussen 1977 en 1997 maakten Mustla en Mustla-Nõmme deel uit van het buurdorp Võõbu.